# جوك (مشغل وسائط)
جوك (بالإنجليزية: Juk أو JuK)‏ هو مشغل الصوتيَّات الافتراضيّ لكدي يركز على إدارة قوائِم التَّشغيل [الإنجليزية] الضخمة. لقد بدأ كأداة لإدارة العلامات الوصفيَّة لملفات الصوتيَّات [الإنجليزية]. وهو حُرّ ومفتوح المصدر ومدعومٌ على لينكس وويندوز وماك أو إس.
يُعتبر التطبيق برنامجًا خفيف الوزن [الإنجليزية] مُقارنةً بأمروك الذي يُستخدم افتراضيًّا لتوزيعة كوبونتو.

## التاريخ
كان هذا هذا المشروع البرمجي يُسمَّى «تاغر» (بالإنجليزية: Tagger)‏، وقد طوَّره سكوت ويلر (بالإنجليزية: Scott Wheeler)‏، أحد مُطوِّري كدي، غيَّر البرنامج اسمه إلى جوك (بالإنجليزية: Juk)‏ الآن، وأصبح كتطبيق صندوق جوك ‏ صوتيِّ.

## التثبيت
يُمكن تثبيت جوك على أي توزيعة لينكس طالما أنَّها تُقدِّم حزم كدي، حيث يُثبَّت باستخدام مدير الحزم بناءً على ما يلي:
- $ sudo dnf install juk: على توزيعات فيدورا لينكس وماجيا وما شابههما.
- $ sudo apt install juk: على إلمنتري ولينكس مينت، وغيرها مِن التوزيعات المُسندة إلى توزيعة دبيان.